# Discografia di Shirin David
La discografia di Shirin David, rapper e cantante tedesca, è costituita da tre album in studio, oltre venti singoli e altrettanti video musicali.

## Album in studio
| Anno | Titolo e dettagli | Classifiche | Classifiche | Classifiche | Certificazioni        |
| Anno | Titolo e dettagli | GER         | AUT         | SWI         | Certificazioni        |
| ---- | --- | ----------- | ----------- | ----------- | --------------------- |
| 2019 | Supersize - Pubblicato: 19 settembre 2019 - Etichetta: Juicy Money - Formato: CD, download digitale, streaming            | 1           | 2           | 3           |                       |
| 2021 | Bitches brauchen Rap - Pubblicato: 19 novembre 2021 - Etichetta: Juicy Money - Formato: CD, download digitale, streaming  | 3           | 3           | 4           | - GER: Oro - AUT: Oro |
| 2025 | Schlau aber blond - Pubblicato: 14 febbraio 2025 - Etichetta: Juicy Money - Formato: CD, LP, download digitale, streaming | 1           | 2           | 7           |                       |

## Singoli

### Come artista principale
| Anno                                                                                                  | Titolo                               | Classifiche | Classifiche | Classifiche | Classifiche | Certificazioni            | Album di provenienza |
| Anno                                                                                                  | Titolo                               | GER         | AUT         | LUX         | SWI         | Certificazioni            | Album di provenienza |
| --- | ------------------------------------ | ----------- | ----------- | ----------- | ----------- | ------------------------- | -------------------- |
| 2019                                                                                                  | Orbit                                | 5           | 9           | —           | 14          |                           | Supersize            |
| 2019                                                                                                  | Gib ihm                              | 1           | 3           | —           | 9           | - GER: Platino            | Supersize            |
| 2019                                                                                                  | Ice                                  | 8           | 8           | —           | 28          |                           | Supersize            |
| 2019                                                                                                  | Fliegst Du mit                       | 8           | 9           | —           | 15          |                           | Supersize            |
| 2019                                                                                                  | On Off (feat. Gims)                  | 3           | 5           | —           | 6           | - GER: Oro - AUT: Oro     | Supersize            |
| 2019                                                                                                  | Brillis                              | 4           | 14          | —           | 15          |                           | Supersize            |
| 2019                                                                                                  | Nur mit dir (feat. Xavier Naidoo)    | 8           | 13          | —           | 11          |                           | Supersize            |
| 2020                                                                                                  | 90-60-111                            | 1           | 1           | ×           | 10          | - GER: Oro - AUT: Platino | Bitches brauchen Rap |
| 2020                                                                                                  | Hoes Up G's Down                     | 6           | 9           | ×           | 13          | - AUT: Oro                | Bitches brauchen Rap |
| 2021                                                                                                  | Ich darf das                         | 1           | 2           | ×           | 3           | - GER: Oro - AUT: Platino | Bitches brauchen Rap |
| 2021                                                                                                  | Lieben wir                           | 1           | 6           | ×           | 6           | - GER: Oro - AUT: Platino | Bitches brauchen Rap |
| 2021                                                                                                  | Be a Hoe/Break a Hoe (con Kitty Kat) | 1           | 7           | ×           | 16          | - AUT: Oro                | Bitches brauchen Rap |
| 2021                                                                                                  | Schlechtes Vorbild                   | 13          | 19          | ×           | 16          |                           | Bitches brauchen Rap |
| 2023                                                                                                  | Lächel doch mal                      | 8           | 15          | —           | 32          |                           | Bitches brauchen Rap |
| 2024                                                                                                  | Bauch Beine Po                       | 1           | 1           | 25          | 3           | - GER: Oro - AUT: Platino | Schlau aber blond    |
| 2024                                                                                                  | It Girl (feat. Sampagne)             | 2           | 2           | —           | 16          |                           | Schlau aber blond    |
| 2024                                                                                                  | Küss mich doch                       | 37          | —           | —           | —           |                           | Schlau aber blond    |
| 2025                                                                                                  | Atzen & Barbies (feat. Ski Aggu)     | 3           | 6           | —           | 20          |                           | Schlau aber blond    |
| 2025                                                                                                  | Wer liebt dich jezt? (con Santos)    | 18          | 34          | —           | 99          |                           | /                    |
| "—" indica una pubblicazione non classificata in quel paese. "×" indica una classifica non esistente. |                                      |             |             |             |             |                           |                      |

### Come artista ospite
| Anno                                                         | Titolo                                                      | Classifiche | Classifiche | Classifiche | Certificazioni | Album di provenienza |
| Anno                                                         | Titolo                                                      | GER         | AUT         | SWI         | Certificazioni | Album di provenienza |
| ------------------------------------------------------------ | ----------------------------------------------------------- | ----------- | ----------- | ----------- | -------------- | -------------------- |
| 2015                                                         | Du liebst mich nicht (Ado Kojo feat. Shirin David)          | 6           | 8           | 20          | - GER: Oro     | Reise X              |
| 2019                                                         | Affalterbach (Shindy feat. Shirin David)                    | 3           | 3           | 10          | - GER: Oro     | Drama                |
| 2020                                                         | Conan x Xenia (Haftbefehl feat. Shirin David)               | 4           | 12          | 19          |                | Das weisse Album     |
| 2020                                                         | Never Know (Luciano feat. Shirin David)                     | 3           | 4           | 7           | - GER: Oro     | Exot                 |
| 2023                                                         | Atemlos durch die Nacht (Helene Fischer feat. Shirin David) | 1           | —           | 14          |                | /                    |
| "—" indica una pubblicazione non classificata in quel paese. |                                                             |             |             |             |                |                      |

## Altri brani entrati in classifica
| Anno                                                         | Titolo               | Classifiche | Classifiche | Classifiche | Album di provenienza |
| Anno                                                         | Titolo               | GER         | AUT         | SWI         | Album di provenienza |
| ------------------------------------------------------------ | -------------------- | ----------- | ----------- | ----------- | -------------------- |
| 2021                                                         | NDA's (feat. Shindy) | 14          | 22          | 28          | Bitches brauchen Rap |
| 2021                                                         | Babsi Bars           | —           | —           | 40          | Bitches brauchen Rap |
| 2025                                                         | Iconic               | —           | 43          | —           | Schlau aber blond    |
| 2025                                                         | FSK16                | 63          | —           | —           | Schlau aber blond    |
| "—" indica una pubblicazione non classificata in quel paese. |                      |             |             |             |                      |

## Video musicali
| Anno | Titolo                                        | Regista          |
| ---- | --------------------------------------------- | ---------------- |
| 2015 | Du liebst mich nicht                          | Smacktalk        |
| 2019 | Gib ihm                                       | Plug             |
| 2019 | Affalterbach                                  | Milos Savic      |
| 2019 | Ice                                           | Plug             |
| 2019 | Fliegst Du mit                                | Shaho Casado     |
| 2019 | On Off (feat. Gims)                           | Plug             |
| 2019 | Brillis                                       | All Different    |
| 2019 | Nur mit dir (feat. Xavier Naidoo)             | Plug             |
| 2020 | 90-60-111                                     | Shaho Casado     |
| 2020 | Conan x Xenia (Haftbefehl feat. Shirin David) | Chehad Abdahllah |
| 2020 | Hoes Up G's Down                              | Shaho Casado     |
| 2020 | Never Know (Luciano feat. Shirin David)       | Plug             |
| 2021 | Ich darf das                                  | All Different    |
| 2021 | Lieben wir                                    | Jonas Vahl       |
| 2021 | Be a Hoe/Break a Hoe (con Kitty Kat)          | All Different    |
| 2021 | Bramfeld Storys                               | Anton            |
| 2023 | Lächel doch mal                               | Tatjana Wenig    |
| 2024 | Bauch Beine Po                                | Julia & Vincent  |
| 2024 | It Girl (feat. Sampagne)                      | Lauren Dunn      |
| 2024 | Küss mich doch                                | Lauren Dunn      |
| 2025 | Atzen & Barbies (feat. Ski Aggu)              | Tereza Mundilova |